# Masatora Kawano
Masatora Kawano (japanisch 川野 将虎 Kawano Masatora; * 23. Oktober 1998 in Hyūga) ist ein japanischer Geher. 2022 wurde er in Eugene Vizeweltmeister über 35 km. Er ist Inhaber des Nationalrekords über 50 km.

## Leben
Masatora Kawano besuchte die Gotemba Minami High School in Shizuoka. Während seiner Schulausbildung begann er mit der Leichtathletik, zunächst als Langstreckenläufer. Sein dortiger Trainer ließ allerdings auch immer das in Japan sehr populäre Gehen in das Training einfließen, sodass sich Kawano als Zehntklässler auf diese Disziplin fokussierte. Er ist Student der General Studies an der Universität Tokio.

## Sportliche Laufbahn
Masatora Kawano bestritt 2015 die ersten Wettkämpfe auf nationaler Ebene im Gehen. Damals belegte er den vierten Platz über 10 km bei den Japanischen U20-Meisterschaften. 2016 absolvierte er im März bei den Asiatischen Geher-Meisterschaften in der Heimat seinen ersten internationalen Wettkampf über 20 km und belegte den 29. Platz. Im Juli trat er bei den U20-Weltmeisterschaften in Bydgoszcz im Bahngehen über 10.000 Meter an und erreichte nach 41:42,48 min als Neunter das Ziel. 2017 wurde er Japanischer U20-Meister und verbesserte sich bei den Asiatischen Geher-Meisterschaften mit neuer Bestzeit von 1:23:51 h auf den 14. Platz. 2018 verbesserte er sich bei den Japanischen Meisterschaften auf 1:19:52 h, womit er den achten Platz belegte. Ende Oktober absolvierte er seinen ersten Wettkampf über 50 km in 3:47:30 h. 2019 gewann er im März mit Bestzeit von 1:17:24 h die Silbermedaille bei den Asiatischen Geher-Meisterschaften. Einen Monat später wurde er Japanischer Vizemeister über 50 km, wobei er sich ebenfalls deutlich verbesserte. Im Juli trat er in Neapel zur Universiade über 20 km an und gewann hinter seinem Landsmann Kōki Ikeda die Silbermedaille. Ende Oktober steigerte er sich in Takahata auf eine Zeit von 3:36:45 h über 50 km und stellte damit einen neuen Nationalrekord über diese Distanz auf. Damit reihte er sich auf dem elften Platz der Allzeit-Bestenliste über 50 km ein (Stand August 2021).
2021 startete Kawano bei den Olympischen Sommerspielen in seiner Heimat zu seinem ersten Wettkampf über 50 km seit 2019. Den Wettkampf, der wegen der klimatischen Bedingungen in Sapporo ausgetragen wurde, beendete er in 3:51:56 h auf dem sechsten Platz. 2022 trat er Eugene zum ersten Mal bei Leichtathletik-Weltmeisterschaften an. Mit persönlicher Bestzeit von 2:23:15 h konnte er über 35 km die Silbermedaille gewinnen. Ein Jahr später gewann er in Budapest bei den Weltmeisterschaften über die gleiche Distanz die Bronzemedaille.

## Wichtige Wettbewerbe
| Jahr              | Veranstaltung           | Ort               | Platz             | Disziplin          | Zeit              |
| Startet für Japan | Startet für Japan       | Startet für Japan | Startet für Japan | Startet für Japan  | Startet für Japan |
| ----------------- | ----------------------- | ----------------- | ----------------- | ------------------ | ----------------- |
| 2016              | U20-Weltmeisterschaften | Bydgoszcz         | 9.                | 10.000 m Bahngehen | 41:42,48 min      |
| 2019              | Universiade             | Neapel            | 2.                | 20 km Gehen        | 1:23:20 h         |
| 2021              | Olympische Sommerspiele | Tokio             | 6.                | 50 km Gehen        | 3:51:56 h         |
| 2022              | Weltmeisterschaften     | Eugene            | 2.                | 35 km Gehen        | 2:23:15 h         |
| 2023              | Weltmeisterschaften     | Budapest          | 3.                | 35 km Gehen        | 2:25:12 h         |

## Persönliche Bestleistungen
Freiluft
- 5-km-Bahnengehen: 18:28,26 min, 25. Oktober 2020, Inzai
- 10-km-Bahnengehen: 38:23,95 min, 14. November 2020, Iniza
- 20-km-Gehen: 1:17:24 h, 17. März 2019, Nomi
- 35-km-Gehen: 2:23:15 h, 24. Juli 2022, Eugene
- 50-km-Gehen: 3:36:45 h, 27. Oktober 2019, Takahata, (japanischer Rekord)